# ليندون (مقاطعة جونو)
ليندون، مقاطعة جونو (بالإنجليزية: Lyndon, Juneau County, Wisconsin)‏ هي بلدة تقع بولاية ويسكونسن في الولايات المتحدة. تبلغ مساحتها 76.8 (كم²)، وترتفع عن سطح البحر 295 م، بلغ عدد سكانها 1217 نسمة في عام 2000 حسب إحصاء مكتب تعداد الولايات المتحدة وتصل الكثافة السكانية فيها 16.6 نسمة/كم2.

## وصلات خارجية
- The US50 - Cities and Towns in Wisconsin State
- Wisconsin Cities and Towns, Facts, Map, Flag, Colleges, Government, and More